# أندريا ميلر
إنا ميلر (بالإنجليزية: Penelope Ann Miller) (و. 1964 – م) هي ممثلة، وممثلة مسرحية، وممثلة تلفزيونية، من الولايات المتحدة الأمريكية، ولدت في لوس أنجلوس.

## الحياة الشخصية
في عام 1994، تزوجت ميلر من الممثل ويل أرنيت. انفصلا عام 1995.
تزوجت ميلر من جيمس هوجينز، ولديهما ابنتان: إلويزا ماي وماريا أديلا. في 14 مارس 2012، تقدم ميلر بطلب الانفصال القانوني عن هوجينز بعد 12 عامًا من الزواج. في 15 يونيو 2012، سحبت ميلر طلبها للانفصال.

## الأعمال

### أفلام
| السنة | العنوان       | الدور         |
| ----- | ------------- | ------------- |
| 1990  | الطالب الجديد | تينا ساباتيني |

## روابط خارجية
- أندريا ميلر على موقع IMDb (الإنجليزية)
- أندريا ميلر على موقع ميتاكريتيك (الإنجليزية)
- أندريا ميلر على موقع روتن توميتوز (الإنجليزية)
- أندريا ميلر على موقع قاعدة بيانات الأفلام العربية
- أندريا ميلر على موقع ألو سيني (الفرنسية)
- أندريا ميلر على موقع أول موفي (الإنجليزية)
- أندريا ميلر على موقع قاعدة بيانات برودواي على الإنترنت (الإنجليزية)
- أندريا ميلر على موقع قاعدة بيانات الأفلام السويدية (السويدية)
- أندريا ميلر على موقع إن إن دي بي (الإنجليزية)
- أندريا ميلر على موقع قاعدة بيانات الفيلم (الإنجليزية)